# Sáu người bạn đồng hành
Sáu người bạn đồng hành (tiếng Pháp: Les Six Compagnons) là loạt truyện trinh thám gồm 38 tập của nhà văn Pháp Paul Jacques Bonzon, được nhà xuất bản Hachette phát hành từ 1961 đến 1980.
Truyện xoay quanh cuộc hành trình điều tra đầy thú vị của một nhóm bạn trẻ gồm Tidou, Corget, Gnafron, La Guille, Bistèque, Le Tondu, ở vùng Lyon nước Pháp, đồng hành với họ là chú chó Kafi. Ngoài ra còn một em gái là Mady cũng thường tham gia cùng họ. Mỗi một tập truyện là một chuyến phiêu lưu đi tìm công lý.
Sau khi tác giả qua đời năm 1978, 11 tập tiếp theo được xuất bản cho đến năm 1994 (như vậy tổng cộng là 49 tập). Những tập truyện này do Olivier Séchan (3 tập), Pierre Dautun (6 tập) và Maurice Périsset (2 tập) viết tiếp.
Mở đầu cho chuyến phiêu lưu này là câu chuyện về cậu bé Tidou cùng gia đình rời khỏi ngôi làng nhỏ ven biển Reillanette đến sống ở vùng Lyon, bố mẹ không cho phép cậu mang theo chú chó Kafi mà Tidou rất yêu quý. Tidou sớm hòa nhập được với những người bạn mới và nhờ có sự giúp đỡ của họ cậu đã quay trở lại quê nhà và đón chú chó Kafi. Đó chính là hành trình đầu tiên gắn kết nhóm sáu người bạn đồng hành cho hàng loạt chuyến phiêu lưu sau này.

## Nhân vật chính
Tidou, thủ lĩnh

Mady, nữ tiên tri

Tondu, giác đấu

Guille, nghệ sĩ

Gnafron, hề xiếc

Bistèque, đầu bếp

Kafi, chú chó Đấu sĩ

### Tidou
Biệt hiệu Thủ lĩnh, 14 tuổi rưỡi, anh cả trong một gia đình thợ thuyền, chủ nhân của con chó lai sói lông đen Kafi và là sếp của nhóm " 6 người bạn đồng hành ". Tidou gốc người miền nam nước Pháp, tóc đen, mắt sáng, rất đẹp trai, luôn mang trong mình dòng máu phiêu lưu, muốn khám phá đến tận cùng bí ẩn của sự việc, để mang lại công bằng, đạo lý cho những con người không phương tự vệ.
Là một người thẳng tính đến mức nóng nảy, Tidou luôn quyết đoán hành động. Ánh mắt của hắn chỉ dịu lại khi bắt gặp ánh mắt nhắc nhở của Mady, vì cô bé hẳn sẵn sàng hy sinh cả bản thân mình.
Tidou quả xứng đáng với danh hiệu Thủ lĩnh của nhóm 6 người bạn đồng hành.
Mady, Nữ Tiên Tri:

Sắp 14 tuổi, rất duyên dáng với mái tóc màu nâu sẫm, mắt đen, nước da bánh mật... Tạo hóa đã ban tặng cho cô bé xinh đẹp này sự phán đoán mẫn tiệp và trực giác tuyệt vời.
Ngoài nét xinh xắn trời cho, Mady còn được các chiến hữu phong tặng biệt danh Nữ Tiên Tri bởi giác quan thứ sáu của một nữ thám tử.
Thường song hành bên cạnh Tidou, cô bé nổi lên như một nhà hòa giải thông minh và góp phần quyết định trong mọi hành động khi đặc vụ đi vào bế tắc. Mady là một báu vật mà thượng đế ban phát cho nhóm 6 người.
Tondu, Giác Đấu:

15 tuổi, Tondu chỉ cần bỏ chiếc mũ Bê-rê ra là giống y chang một dũng sĩ La mã với cái đầu trọc lóc không một sợi tóc dính da bởi căn bệnh hiểm nghèo thời bé. Mặc kệ bạn bè thắc mắc với cái đầu trọc của mình,. Tondu tỉnh bơ trong vai trò của một Giác Đấu. Lớn tuổi nhất, biết đấm đá, biết sửa chữa máy móc, xe cộ như một kĩ sư cơ khí, và nhất là biết liều lĩnh lúc cần thiết. Bằng phong cách đặc biệt của mình, Tondu là kẻ duy nhất trong băng có thể Tàng hình dễ dàng trong đám Xã hội đen.
Guille, Nghệ sĩ:

Sắp 15 tuổi.,không thể lẫn lộn với ai bởi mái tóc đỏ độc đáo của mình. Là một thành viên chính thức từ những ngày đầu thành lập, chàng thám tử bất đắc dĩ Guillie đến Băng nhóm với cái cây kèn Armonica trên môi và những bài thơ trong đầu.
Tối kỵ với bạo lực, Guillie đặt một chân dưới đất và một chân lên...mây, lãng mạn hóa mọi cuộc phiêu lưu nguy hiểm, trong bất cứ trường hợp nào cũng là nghệ sĩ giang hồ lãng tử.
Nhưng có một điều chắc chắn, Guillie là nghệ sĩ - hiệp sĩ chứ không phải nghệ sĩ của thính phòng.

### Gnafron
Tên thật là Louis Gerland, có biệt danh như vậy vì cậu sống trên một cửa hàng đóng giày.
Biệt danh Hề Xiếc. 13 tuổi rưỡi, còi xương bẩm sinh, tóc đen như lông quạ, rối mù đến nỗi những cái lược phải trào thua không cách nào chải được.
Theo truyền thuyết, Gnafron là tên một nhân vật đóng giày trong sân khấu múa rối Pháp, trong khi Gnafron của chúng ta trên thực tế cư ngụ trong một cư xá có hiệu đóng giày, thế là coi như chết luôn tên... cúng cơm.
Tuy nhiên với bạn bè, Gnafron không hề là Thợ giày chút nào. Nó nổi tiếng là Hề Xiếc bởi ngoài hình dáng gây cười bên ngoài ra, nó còn là cây tiếu lâm số một của cả nhóm và... cực kỳ đại láu cá.
Sự ma lanh thiên phú của nó luôn luôn gây bất ngờ cho các đặc vụ của Sáu người bạn đồng hành.
Bistèque, Đầu Bếp:

Hơn 14 tuổi, tóc hạt dẻ, thấp lùn, má đỏ môi hồng, mặt... bánh bao nhưng còn lâu mới là con gái như Mady cho dù mang tên Bít tết.
Sở dĩ cu cậu bị dính biệt hiệu như vậy cũng vì ông bố thân sinh ra nó là chủ nhân một cửa hàng thịt chế biến, mà trong đó các món Bít tết, xúc xích bao giờ cũng được khách hàng có tâm hồn ăn uống ưa chuộng.Bisteque là thủ quỹ kiêm hậu cần của cả nhóm, chuyên cung cấp chất đạm cho các bạn sau những cuộc điều tra căng thẳng thần kinh.
Có điều trong những cuộc mạo hiểm, đối với bọn bất lương, Bisteque khó xơi hơn bất cứ một... miếng Bít tết nào.
Kafi, Đấu sĩ:

Gốc gác đến từ một hoang mạc của một xứ Ả Rập xa xôi, Kafi có nguồn cội kỳ dị ngay từ lúc còn nằm trong bụng mẹ cho đến khi lưu lạc giang hồ sang miền nam nước Pháp.
Với đôi tai dựng đứng, lưỡi thè lè, lông đen, đuôi rậm, bốn bàn chân đỏ như lửa, Kafi đúng là sản phẩm của hai dòng máu cha sói, mẹ chó nhà. Từ khi được cậu chủ Tidou nuôi nấng và dạy dỗ làm chó săn chuyên nghiệp, Kafi chưa bao giờ làm thất vọng nhóm 6 người bạn đồng hành. Nó trung thành hết mực với Tidou, yêu quý Mady như người chủ thứ hai và là đại hung thần lúc ẩn lúc hiện làm bọn tội phạm kinh hồn mất vía.
Kafi thực sự là một Thám tử bốn chân siêu hạng.